# Спаситељева кула
Спаситељева кула (рус. Спасская башня) је главна од двадесет кула, са пролазом на источном зиду Московског кремља који излази на Црвени трг.
Спаситељеву кулу саградио је 1491. године италијански архитекта Пјетро Антонио Солари. У почетку се звала Фроловска кула по цркви Фрола и Лавра у Кремљу (данас је више нема). Данашњи назив куле потиче од иконе Спаситеља Нерукотворног, која је била постављена изнад капије са унутрашње стране зида 1658. године (уклоњена 1917), а на зиду је била насликана икона Спаситеља Смоленског, која је настала у 16. веку на спољашњем зиду куле (премазана 1937, рестаурисана 2010. године). Спаситељева кула је била прва на којој је изграђен кров у готичком стилу, а израдили су га од 1624. до 1625. године архитекте Бажен Огурцов и Кристофер Галовеј (шкотски архитекта и урар). Према историјским подацима, сат на кули се појавио између 1491. и 1585. године. Обично се назива Кремаљски сат (рус. Кремлёвские куранты).
Изнад капије куле био је уписан следећи натпис на латинском: ; Иван Васиљевич, милошћу Божијом краљ Владимира, Москве, Новгорода...
Године 1935, Совјети су на врху куле поставили поставили црвену звезду уместо двоглавог орла. Висина куле са звездом је 71 метар. Августа 2010, икона Спаситеља Смоленског изнад капије откривена је и обновљена.